# Cláudio Batista dos Santos
Claudio Batista dos Santos (19 april 1967) is een voormalig Braziliaans voetballer.

## Carrière
Claudinho speelde in 1997 voor Cerezo Osaka.